# Trigonomma flavifrons
Trigonomma flavifrons är en tvåvingeart som först beskrevs av Oswald Duda 1930.  Trigonomma flavifrons ingår i släktet Trigonomma och familjen fritflugor. Inga underarter finns listade i Catalogue of Life.